# Dumitru Prunariu
Dumitru Dorin Prunariu (Brașov, 27 september 1952) is een Roemeens voormalig ruimtevaarder. Prunariu zijn eerste en enige ruimtevlucht was Sojoez 40 en begon op 14 mei 1981. Doel van deze missie was een koppeling uitvoeren met ruimtestation Saljoet 6 en aan boord experimenten uitvoeren. 
In 1978 werd Prunariu geselecteerd om te trainen als astronaut. In 1981 ging hij als astronaut met pensioen. Van 1998 t/m 2004 was hij directeur van de Romanian Space Agency. Hij werd met zijn vlucht in 1981 de eerste Roemeen in de ruimte. 
Prunariu ontving meerdere onderscheidingen en titels, waaronder Held van de Sovjet-Unie en Orde van de Ster van Roemenië. 